# Mikael Agricola

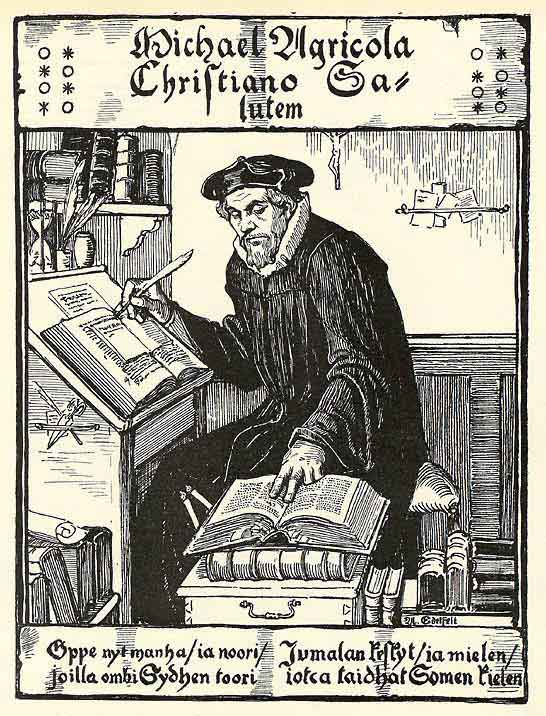
Mikael Agricola; Holzschnitt von Albert Edelfelt (1854–1905)

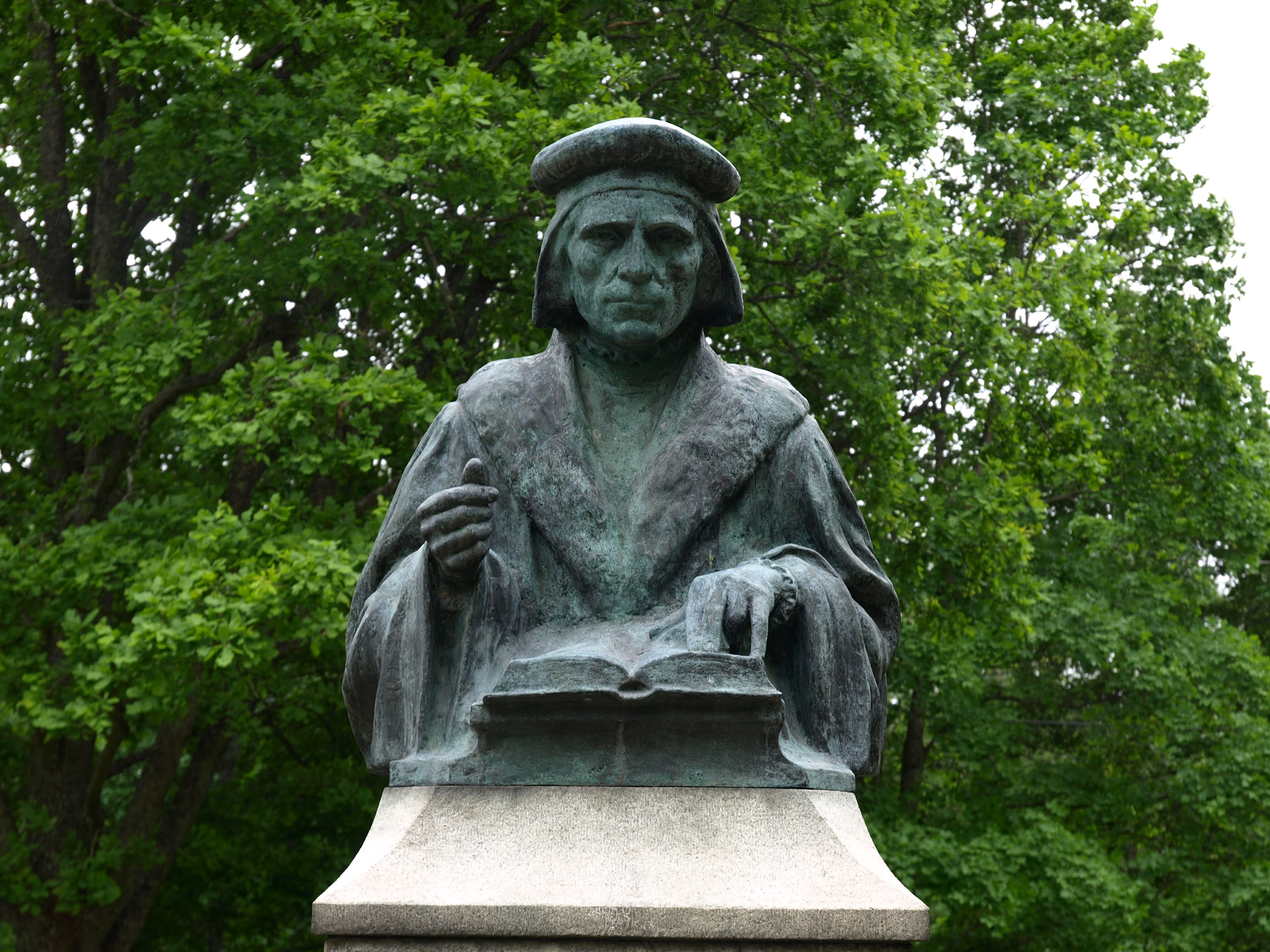
Büste in seinem Geburtsort Pernaja

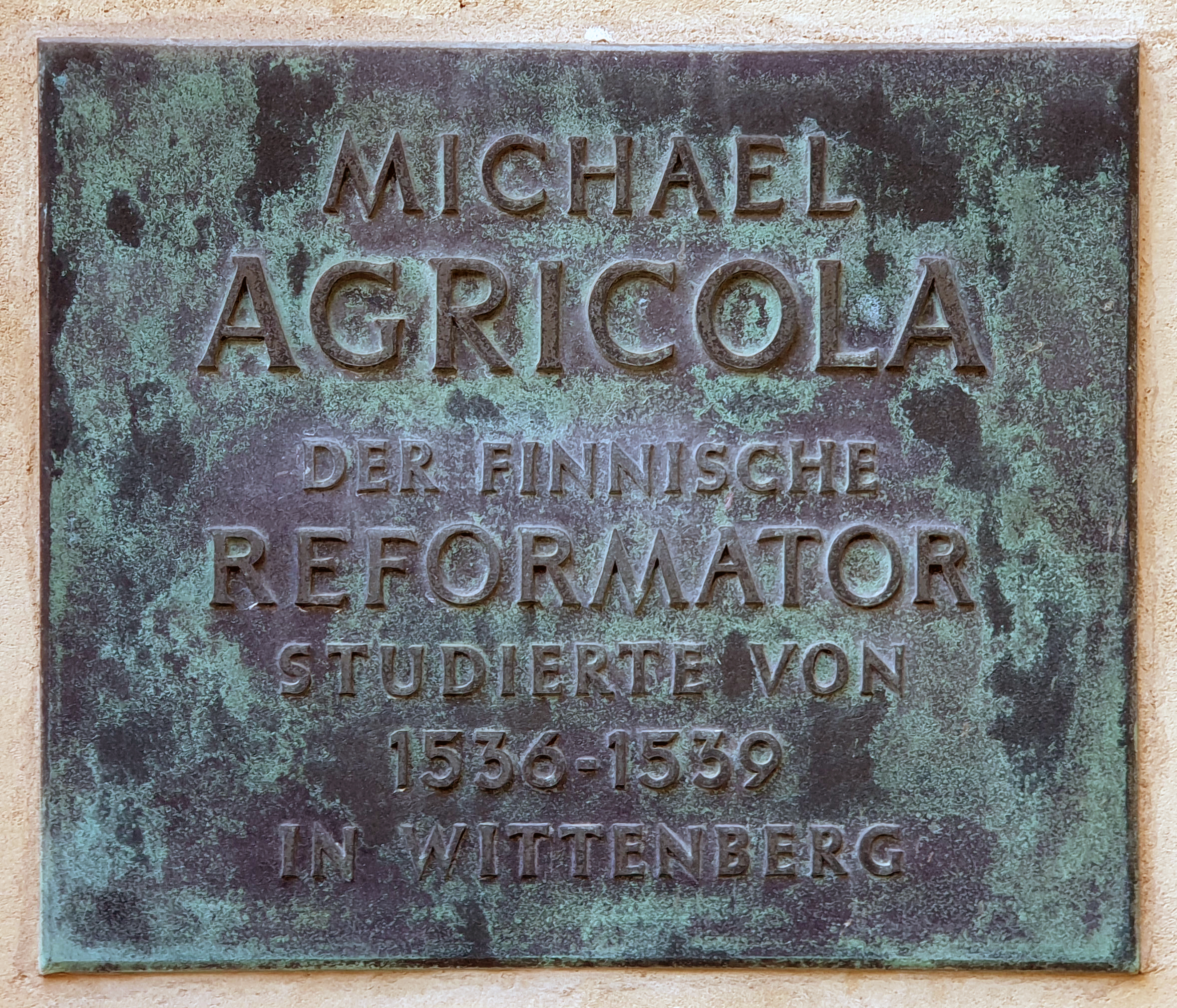
Gedenktafel am Lutherhaus in Wittenberg

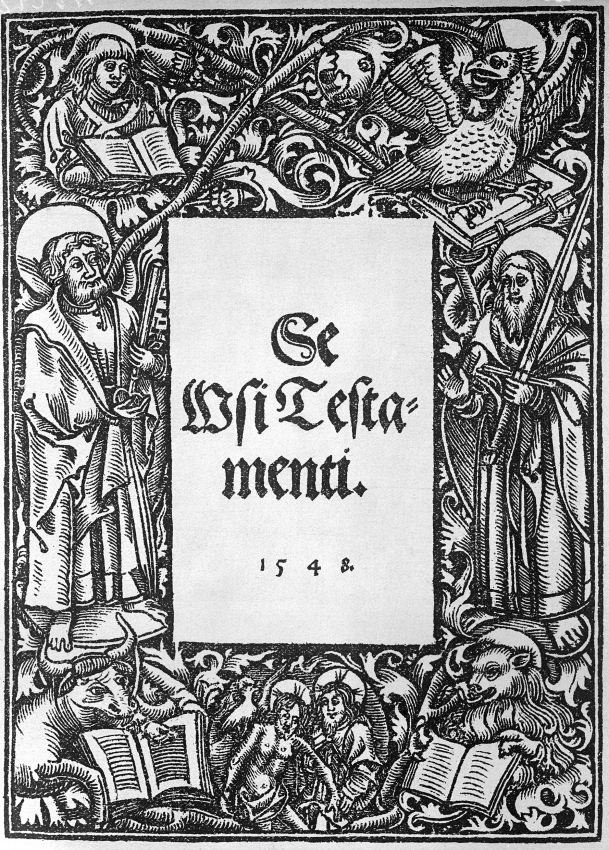
Titel der Erstausgabe von Agricolas Übersetzung des Neuen Testaments (1548)

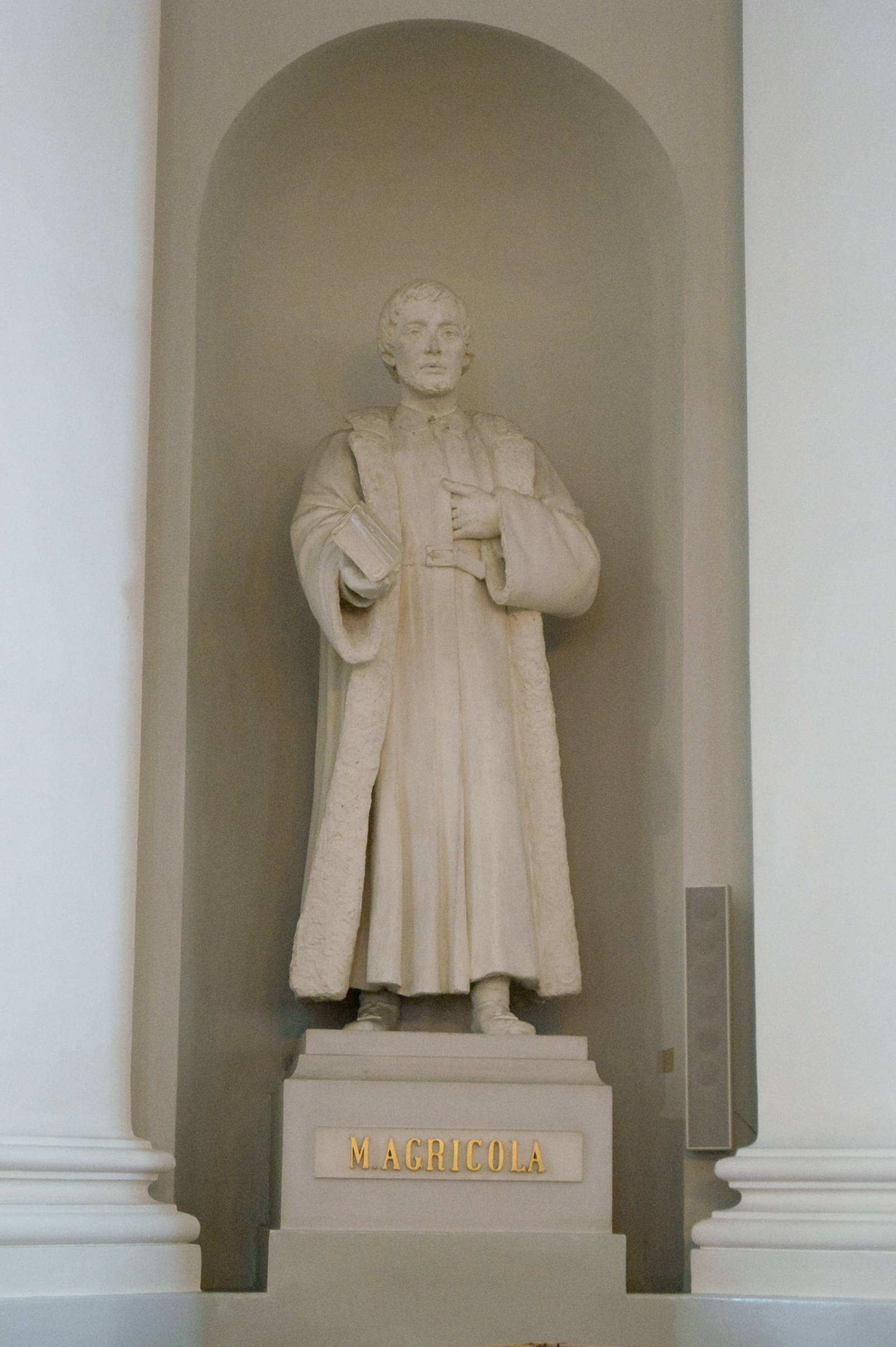
Statue von Ville Vallgren (1887) im Dom von Helsinki

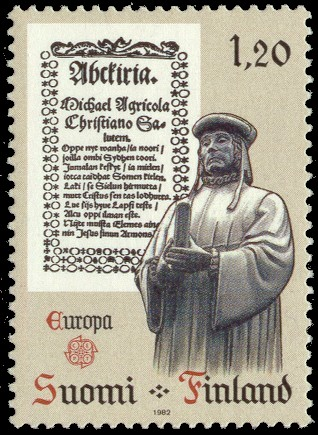
Finnische Briefmarke von 1982

Mikael Agricola (anhörenⓘ; eigentlich Mikael Olavinpoika, „Sohn des Olav“; * um 1509 in Pernå (finnisch Pernaja); † 9. April 1557 in Uusikirkko/Nykyrka) war ein finnischer Theologe und Reformator. Er gilt als Vater der finnischen Literatursprache.

## Leben
Agricola war der Sohn eines Bauern und wurde in dem südfinnischen Kirchspiel Pernaja, dort vermutlich in dem Dorf Torsby geboren. Er wuchs zweisprachig mit Schwedisch und Finnisch auf, wobei nach dem Befund der Untersuchungen von Simo Heininen Schwedisch als seine Muttersprache anzusehen ist.
Agricola besuchte in Viipuri (schw. Wiborg oder Viborg) die Lateinschule bei Johannes Erasmus und kam dort erstmals in Kontakt mit Ideen des Humanismus und der Reformation. 1528 wurde er ordiniert und ging nach Turku (schwedisch Åbo) als Sekretär des Bischofs Martin Skytte. In Turku machte er die Bekanntschaft von Petrus Särkilax, einem Schüler von Erasmus und Luther. In Turku war es auch, wo er sich 1531 anstelle seines Vaternamens Olavinpoika den lateinischen Beinamen Agricola („Bauer“) zulegte.
Bischof Skytte schickte Agricola 1536 zum Studium an die Universität nach Wittenberg. Dort wurde er Schüler Melanchthons, Bugenhagens und Luthers, von dem er schon 1531 in Turku ein Exemplar der im Vorjahr in Straßburg erschienenen Enarrationes seu postillae in lectiones erworben hatte. 1539 beendete Agricola sein Studium mit dem Magistergrad und kehrte zurück nach Finnland.
Nach der Rückkehr nach Turku wurde er Kanoniker im Domkapitel und Rektor der Lateinschule von Turku, der er bis 1548 vorstand. 1548 wurde er zunächst Koadjutor Bischof Skyttes und nach dessen Tod 1550 ohne päpstliche Approbation dessen Nachfolger. Entschiedener als sein Vorgänger setzte er sich in diesem Amt für die Belange der Reformation ein.
Agricola war nicht nur ein bedeutender theologischer Autor und Übersetzer, sondern auch ein umsichtiger Administrator: seine handschriftlichen Aufzeichnungen über die Einkünfte des Domkapitels und der Pfarrerschaft in Turku wurden von Jyrki Knuutila und Anneli Mäkelä-Alitalo 2007 aus Anlass des Agricola-Jahres herausgegeben. Er wirkte außerdem als Politiker und Diplomat. 1557 war er als Mitglied einer Gesandtschaft des schwedischen Königs am Hof Iwan des Schrecklichen an den Friedensverhandlungen zwischen Schweden und Russland beteiligt. Auf der Rückreise von Russland starb Agricola in Finnland, vermutlich in Uusikirkko. Er wurde in der Domkirche von Viipuri/Wiborg begraben. Die genaue Grabstätte in der Domkirche ist nicht mehr bekannt.
Agricola ehelichte im Jahr 1549 oder 1550 Birgitta Olavintytär (= Tochter des Olav; † 1595). Sein einziger Sohn Christian Agricola (* 11. Dezember 1550; † 19. Februar 1586) wurde 1583 in der Domkirche von Uppsala zum Bischof von Reval (Tallinn) geweiht. Christian Agricola war mit der Adligen Elin Pedersdotter Fleming (gest. 1608) verheiratet und hatte mit ihr eine Tochter. Die männliche Linie von Michael Agricolas Nachfahren erlosch mit dem Tod seines Sohnes.

## Werk
Agricola gilt – Luther vergleichbar – als der Vater der finnischen Literatursprache, die auf der Basis des Turkuer Dialekts, erweitert um Elemente aus anderen finnischen Dialekten und durch Entlehnungen besonders aus dem Deutschen, Schwedischen und Lateinischen, entstand und von Agricola und seinen Nachfolgern um zahlreiche Neubildungen für den theologischen und wissenschaftlichen Bedarf erweitert wurde.
Mit der Hinwendung Schwedens und Finnlands zur Reformation stellte sich auch dort die Aufgabe, dem Volk den Glauben jeweils in dessen eigener Sprache zu vermitteln. Predigten und Gebete in finnischer Sprache gab es auch schon in der Zeit vor Agricola, aber er war es, der das reformatorische Anliegen für die finnische Sprache programmatisch begründete und in die Praxis umsetzte. Sein erstes gedrucktes Werk war zugleich das erste in finnischer Sprache gedruckte Buch, das ABC-kirja (ABC-Buch), das zwischen 1537 und 1543 entstand und wahrscheinlich 1543 zum ersten Mal gedruckt wurde, 1551 in einer zweiten Ausgabe und 1559 in einer postumen dritten Ausgabe erschien. Es handelt sich hierbei nicht um einen Katechismus für Anfänger, sondern um eine Sammlung grundlegender christlicher Texte, die sich u. a. an Luthers Kleinem Katechismus und Philipp Melanchthons Katechismus orientiert. Das ABC-Kiria enthält u. a. das Glaubensbekenntnis, das Vaterunser, sowie Erklärungen der Taufe und des Abendmahls. Die Existenz des ABC-Kiria wurde erst wieder 1851 durch die Entdeckung eines Titelblattes in der Universitätsbibliothek von Uppsala bekannt, weitere Teile wurden 1904 im schwedischen Staatsarchiv und 1966 in der Diözesanbibliothek von Västerås entdeckt.
1544 veröffentlichte Agricola in Stockholm als Nächstes Rucouskiria Bibliasta, ein Gebetbuch nach Texten der Bibel. Seine bedeutendste Leistung aber war die Übersetzung des Neuen Testaments (Se Wsi Testamenti). Der Beginn dieser Übersetzungsarbeit lässt sich anhand handschriftlicher Glossen in seinen Büchern bis in die Zeit in Turku vor dem Beginn seiner Wittenberger Studien zurückverfolgen. 1543 war sie vollendet, 1548 wurde sie in Stockholm publiziert. Seine Übersetzung folgte dem griechischen Urtext, zog aber besonders noch die lateinische Übertragung von Erasmus, die deutsche Martin Luthers und die schwedische von Olaus Petri heran.
1549 erschien seine finnische Bearbeitung der Messliturgie (Messu eli Herran Echtolinen), die im Unterschied zur dänisch-norwegischen (1537/42) und isländischen (1594) nicht dem von Bugenhagen etablierten Typ angehört, sondern als Bearbeitung der schwedischen Messe von Olaus Petri (1531) einer 1524/25 in Nürnberg entstandenen Tradition folgt, die über eine in Rostock gebrauchte niederdeutsche Fassung der Nürnberger Spitalmesse Andreas Döbers nach Schweden vermittelt worden war.
1551 publizierte er eine Übersetzung der Psalmen (Dauidin Psalttari), der 1551 und 1552 noch weitere Übersetzungen aus dem Alten Testament folgten. In der Einleitung zu seiner Psalmenübersetzung bot er auch eine metrische Aufzählung einheimischer heidnischer Gottheiten Hämes und Kareliens, die die wichtigste Quelle zur finnischen Mythologie und Volksüberlieferung im 16. Jahrhundert ist. In seine Vorworte fügte er außerdem mitunter Reimdichtungen ein, die in drei- oder vierfüßigen jambischen Reimpaarversen verfasst sind und sich am Vorbild des deutschen Knittelverses orientieren.

## Nachleben
Von Mikael Agricola sind keine zeitgenössischen bildlichen Darstellungen überliefert. Die verschiedenen Statuen (z. B. in der Domkirche von Helsinki, im und vor dem Dom in Turku) und bildlichen Darstellungen des finnischen Reformators (z. B. das Bild von Albert Edelfelt) sind Erfindungen des 19. und 20. Jahrhunderts. In Wittenberg erinnern zwei Tafeln (eine Bronzetafel am Lutherhaus und eine Emailletafel am ehemaligen Universitätsgebäude) an die Studien Agricolas in dieser Stadt.
Der bekannte finnische Dichter und Dramatiker Paavo Haavikko stellte Agricola 1968 in den Mittelpunkt seines Dramas Agricola ja kettu („Agricola und der Fuchs“), das Agricola im Machtkampf zwischen Schweden und Russland für die Rechte Finnlands eintreten lässt und in einem allgemeineren Sinn die Verwicklung des Intellektuellen in die politischen Ränkespiele seiner Zeit darstellt. Die Uraufführung in Helsinki erregte besonders dadurch Aufsehen, dass der Regisseur Kalle Holmberg zur Unterstreichung der Bezüge zur aktuellen politischen Situation Finnlands in der Konfliktsituation zwischen Ost und West den Darsteller Iwan des Schrecklichen nach dem Vorbild Josef Stalins kostümieren ließ.

## Gedenktage
In Finnland gilt der 9. April als Mikael-Agricola-Tag und Tag der Finnischen Sprache.
Die Evangelisch-Lutherische Kirche in Amerika hat einen Gedenktag für Mikael Agricola am 10. April eingerichtet.

## Schriften Agricolas
- ABC-Kiria. ca. 1543 (PDF; 1,5 MB). Kritische Ausgabe von Kaisa Häkkinen, SKS, Helsinki 2007.
- Rucouskiria Bibliasta. 1544 (PDF; 84,5 MB)
- Se Wsi Testamenti, 1548 (PDF; 148,2 MB)
- Käsikiria Castesta ia muista Christikunnan Menoista. 1549.
- Messu eli Herran Echtolinen. 1549.
- Se meiden Herran Jesusen Christusen Pina, ylesnousemus ia taiuaisen Astumus, niste Neliest Euangelisterist coghottu. 1549.
- Dauidin Psalttari. 1551 (PDF; 44,72 MB). Kritische Ausgabe von Simo Heininen, Suomalaisen Kirjallisuuden Seura, Helsinki 1994.
- Weisut ia Ennusttoxet Mosesen Laista ia Prophetista Wloshaetut. 1551.
- Ne Prophetat. Haggai. Sacharja. Maleachi. 1552.